# برايان جوزيف دان
برايان جوزيف دان هو كاهن كاثوليكي كندي، ولد في 8 يناير 1955 في سانت جونز في كندا.